# Oscar Mudry
Oscar Mudry (* 9. September 1925 in Martigny; † 28. November 2016 ebenda) war ein Schweizer Eishockeyspieler, der für den Lausanne HC in der Nationalliga A spielte und mit der Schweizer Eishockeynationalmannschaft bei  der Eishockey-Weltmeisterschaft 1953 die Bronzemedaille gewann.

## Karriere
Oscar Mudry begann mit dem Eishockeysport, als er sich als 14-Jähriger an der Gründung des HC Martigny beteiligte, für den er zehn Jahre spielte. 1949 wechselte er zum Lausanne HC, für den er die nächsten Jahre in der Nationalliga A spielte. 1954 kehrte er in seine Heimatstadt zurück und schaffte mit dem HC Martigny als Spielertrainer 1955 den Aufstieg in die Nationalliga B. 
Zwischen 1961 und 1964 war er als Trainer beim HC Crans-Montana beschäftigt. Von 1968 bis 1974 war er als Präsident für den HC Martigny tätig.
2014 wurde ihm zu Ehren die VIP-Loge des HC Red Ice als «Loge Oscar Mudry» eingeweiht. Am 28. November 2016 verstarb Mudry im Alter von 91 Jahren.

### International
Für die Schweiz nahm spielte Mudry bei der Weltmeisterschaft 1953, die im eigenen Land ausgetragen wurde. Mit den Eidgenossen gewann er die Bronzemedaille hinter Schweden und der Bundesrepublik Deutschland und war damit am letzten Medaillengewinn einer Schweizer Mannschaft für 60 Jahre beteiligt.

## Erfolge und Auszeichnungen
- 1953 Bronzemedaille bei der Weltmeisterschaft 1953